# Campeonato de Segunda División 1945 (Argentina)
El Campeonato de Segunda División 1945 fue el torneo que constituyó la décima segunda temporada de la segunda categoría del fútbol argentino en la era profesional. Se incorporaron para el torneo Banfield, descendido de la Primera División, y Barracas Central,  campeón de la Tercera División.
El campeón fue Tigre, que de esta forma volvió a ocupar su lugar en Primera División luego de tres años. Hubo en juego un solo descenso que fue para All Boys, que ocupó el último lugar

## Formato
Se dispuso la participación de 21 equipos, que jugaron a dos ruedas, un total de 40 encuentros. La cantidad de equipos fue la misma de la temporada anterior. El campeón logró el ascenso, a la vez que descendió el equipo que ocupó la última ubicación en la tabla final de posiciones.

## Equipos
| Equipo                 | Ciudad               |
| ---------------------- | -------------------- |
| Argentinos Juniors     | Paternal             |
| All Boys               | Floresta             |
| Almagro                | Villa Ortuzar        |
| Acasusso               | San Isidro           |
| Argentino de Rosario   | Rosario              |
| Banfield               | Banfield             |
| Barracas Central       | Barracas             |
| Central Córdoba        | Rosario              |
| Defensores de Belgrano | Nuñez                |
| El Porvenir            | Gerli                |
| Estudiantes BA         | Villa Devoto         |
| Excursionistas         | Belgrano             |
| Los Andes              | Lomas de Zamora      |
| Nueva Chicago          | Mataderos            |
| Quilmes                | Quilmes              |
| Sportivo Dock Sud      | Dock Sud             |
| Talleres (RdE)         | Remedios de Escalada |
| Temperley              | Temperley            |
| Tigre                  | Victoria             |
| Tiro Federal           | Rosario              |
| Unión                  | Santa Fe             |

### Distribución geográfica de los equipos
| Región                 | Cant. | Equipos |
| ---------------------- | ----- | --- |
| Conurbano bonaerense   | 11    | Almagro, Acassuso, Banfield, El Porvenir, Estudiantes BA, Los Andes, Quilmes, Sportivo Dock Sud, Talleres, Temperley y Tigre |
| Ciudad de Buenos Aires | 6     | Argentinos Juniors, All Boys, Barracas Central, Defensores de Belgrano, Excursionistas y Nueva Chicago                       |
| Provincia de Santa Fe  | 4     | Argentino, Central Córdoba, Unión y Tiro Federal                                                                             |

## Tabla de posiciones
| Pos. | Equipo                 | Pts. | PJ | PG | PE | PP | GF  | GC  | Dif. |
| ---- | ---------------------- | ---- | -- | -- | -- | -- | --- | --- | ---- |
| 01.º | Tigre                  | 60   | 40 | 28 | 4  | 8  | 128 | 73  | 55   |
| 02.º | Argentino de Rosario   | 58   | 40 | 26 | 6  | 8  | 101 | 58  | 43   |
| 03.º | Temperley              | 57   | 40 | 26 | 5  | 9  | 129 | 79  | 50   |
| 04.º | Banfield               | 56   | 40 | 25 | 6  | 9  | 113 | 69  | 44   |
| 05.º | Quilmes                | 54   | 40 | 24 | 6  | 10 | 107 | 68  | 39   |
| 06.º | Argentinos Juniors     | 44   | 40 | 19 | 6  | 15 | 89  | 70  | 19   |
| 07.º | Unión                  | 43   | 40 | 17 | 9  | 14 | 92  | 80  | 12   |
| 08.º | Central Córdoba        | 43   | 40 | 16 | 11 | 13 | 84  | 75  | 9    |
| 09.º | Talleres (RdE)         | 43   | 40 | 17 | 9  | 14 | 84  | 77  | 7    |
| 10.º | Nueva Chicago          | 39   | 40 | 17 | 5  | 18 | 79  | 83  | −4   |
| 11.º | Tiro Federal           | 39   | 40 | 16 | 7  | 17 | 79  | 88  | −9   |
| 12.º | Los Andes              | 36   | 40 | 15 | 6  | 19 | 80  | 96  | −16  |
| 13.º | Excursionistas         | 36   | 40 | 14 | 8  | 18 | 63  | 82  | −19  |
| 14.º | El Porvenir            | 35   | 40 | 12 | 11 | 17 | 83  | 84  | −1   |
| 15.º | Almagro                | 35   | 40 | 14 | 7  | 19 | 70  | 83  | −13  |
| 16.º | Acasusso               | 33   | 40 | 15 | 3  | 22 | 67  | 89  | −22  |
| 17.º | Sportivo Dock Sud      | 32   | 40 | 11 | 10 | 19 | 77  | 89  | −12  |
| 18.º | Defensores de Belgrano | 25   | 40 | 7  | 11 | 22 | 61  | 101 | −40  |
| 19.º | Barracas Central       | 25   | 40 | 11 | 3  | 26 | 53  | 95  | −42  |
| 20.º | Estudiantes BA         | 25   | 40 | 11 | 3  | 26 | 52  | 102 | −50  |
| 21.º | All Boys               | 20   | 40 | 6  | 8  | 26 | 65  | 115 | −50  |

|  | Campeón. Ascendió a la Primera División.   |
|  | Relegado. Descendió a la Tercera División. |

|  |

## Resultados
Primera Rueda
| Fecha 1                  | Fecha 1   | Fecha 1            | Fecha 1                | Fecha 1     | Fecha 1 |
| Local                    | Resultado | Visitante          | Estadio                | Fecha       |         |
| ------------------------ | --------- | ------------------ | ---------------------- | ----------- | ------- |
| El Porvenir              | 4 - 1     | Argentinos Juniors | El Porvenir            | 17 de marzo |         |
| Barracas Central         | 1 - 1     | Almagro            | Barracas Central       | 17 de marzo |         |
| Defensores de Belgrano   | 0 - 0     | All Boys           | Defensores de Belgrano | 17 de marzo |         |
| Argentino de Rosario     | 4 - 3     | Unión              | Argentino de Rosario   | 17 de marzo |         |
| Temperley                | 2 - 6     | Tigre              | Temperley              | 17 de marzo |         |
| Banfield                 | 2 - 1     | Talleres (RdE)     | Banfield               | 17 de marzo |         |
| Acassuso                 | 1 - 0     | Los Andes          | Acassuso               | 17 de marzo |         |
| Central Córdoba (R)      | 2 - 2     | Tiro Federal       | Central Córdoba (R)    | 17 de marzo |         |
| Nueva Chicago            | 1 - 2     | Excursionistas     | Nueva Chicago          | 17 de marzo |         |
| Estudiantes (BA)         | 1 - 5     | Quilmes            | Atlanta                | 17 de marzo |         |
| Libre: Sportivo Dock Sud |           |                    |                        |             |         |

| Fecha 2            | Fecha 2   | Fecha 2                | Fecha 2            | Fecha 2     | Fecha 2 |
| Local              | Resultado | Visitante              | Estadio            | Fecha       |         |
| ------------------ | --------- | ---------------------- | ------------------ | ----------- | ------- |
| Quilmes            | 6 - 3     | Sportivo Dock Sud      | Quilmes            | 24 de marzo |         |
| Excursionistas     | 2 - 0     | Estudiantes (BA)       | Excursionistas     | 24 de marzo |         |
| Tiro Federal       | 3 - 2     | Nueva Chicago          | Tiro Federal       | 24 de marzo |         |
| Los Andes          | 4 - 1     | Central Córdoba (R)    | Los Andes          | 24 de marzo |         |
| Talleres (RdE)     | 2 - 1     | Acassuso               | Talleres (RdE)     | 24 de marzo |         |
| Tigre              | 2 - 0     | Banfield               | Tigre              | 24 de marzo |         |
| All Boys           | 1 - 2     | Argentino de Rosario   | All Boys           | 24 de marzo |         |
| Almagro            | 3 - 0     | Defensores de Belgrano | Almagro            | 24 de marzo |         |
| Argentinos Juniors | 3 - 2     | Barracas Central       | Argentinos Juniors | 24 de marzo |         |
| Unión              | 3 - 1     | Temperley              | Unión              | 25 de marzo |         |
| Libre: El Porvenir |           |                        |                    |             |         |

| Fecha 3                | Fecha 3   | Fecha 3            | Fecha 3                | Fecha 3     | Fecha 3 |
| Local                  | Resultado | Visitante          | Estadio                | Fecha       |         |
| ---------------------- | --------- | ------------------ | ---------------------- | ----------- | ------- |
| Barracas Central       | 2 - 2     | El Porvenir        | Barracas Central       | 31 de marzo |         |
| Defensores de Belgrano | 3 - 2     | Argentinos Juniors | Defensores de Belgrano | 31 de marzo |         |
| Argentino de Rosario   | 6 - 0     | Almagro            | Argentino de Rosario   | 31 de marzo |         |
| Temperley              | 4 - 1     | All Boys           | Temperley              | 31 de marzo |         |
| Banfield               | 3 - 1     | Unión              | Banfield               | 31 de marzo |         |
| Acassuso               | 1 - 3     | Tigre              | Acassuso               | 31 de marzo |         |
| Central Córdoba (R)    | 2 - 2     | Talleres (RdE)     | Central Córdoba (R)    | 31 de marzo |         |
| Nueva Chicago          | 4 - 2     | Los Andes          | Nueva Chicago          | 31 de marzo |         |
| Estudiantes (BA)       | 1 - 2     | Tiro Federal       | Atlanta                | 31 de marzo |         |
| Sportivo Dock Sud      | 4 - 1     | Excursionistas     | Sportivo Dock Sud      | 31 de marzo |         |
| Libre: Quilmes         |           |                    |                        |             |         |

| Fecha 4                 | Fecha 4   | Fecha 4                | Fecha 4            | Fecha 4    | Fecha 4 |
| Local                   | Resultado | Visitante              | Estadio            | Fecha      |         |
| ----------------------- | --------- | ---------------------- | ------------------ | ---------- | ------- |
| Excursionistas          | 2 - 2     | Quilmes                | Excursionistas     | 7 de abril |         |
| Tiro Federal            | 2 - 1     | Sportivo Dock Sud      | Tiro Federal       | 7 de abril |         |
| Los Andes               | 4 - 2     | Estudiantes (BA)       | Los Andes          | 7 de abril |         |
| Talleres (RdE)          | 2 - 3     | Nueva Chicago          | Talleres (RdE)     | 7 de abril |         |
| Tigre                   | 2 - 1     | Central Córdoba (R)    | Tigre              | 7 de abril |         |
| All Boys                | 2 - 2     | Banfield               | All Boys           | 7 de abril |         |
| Almagro                 | 1 - 1     | Temperley              | Almagro            | 7 de abril |         |
| Argentinos Juniors      | 2 - 2     | Argentino de Rosario   | Argentinos Juniors | 7 de abril |         |
| El Porvenir             | 3 - 0     | Defensores de Belgrano | El Porvenir        | 7 de abril |         |
| Unión                   | 5 - 2     | Acassuso               | Unión              | 8 de abril |         |
| Libre: Barracas Central |           |                        |                    |            |         |

| Fecha 5                | Fecha 5   | Fecha 5            | Fecha 5                | Fecha 5     | Fecha 5 |
| Local                  | Resultado | Visitante          | Estadio                | Fecha       |         |
| ---------------------- | --------- | ------------------ | ---------------------- | ----------- | ------- |
| Defensores de Belgrano | 1 - 2     | Barracas Central   | Defensores de Belgrano | 14 de abril |         |
| Argentino de Rosario   | 1 - 3     | El Porvenir        | Argentino de Rosario   | 14 de abril |         |
| Temperley              | 4 - 1     | Argentinos Juniors | Temperley              | 14 de abril |         |
| Banfield               | 1 - 5     | Almagro            | Banfield               | 14 de abril |         |
| Acassuso               | 3 - 2     | All Boys           | Acassuso               | 14 de abril |         |
| Central Córdoba (R)    | 1 - 1     | Unión              | Central Córdoba (R)    | 14 de abril |         |
| Nueva Chicago          | 0 - 5     | Tigre              | Nueva Chicago          | 14 de abril |         |
| Estudiantes (BA)       | 2 - 4     | Talleres (RdE)     | Atlanta                | 14 de abril |         |
| Sportivo Dock Sud      | 2 - 4     | Los Andes          | Sportivo Dock Sud      | 14 de abril |         |
| Quilmes                | 2 - 2     | Tiro Federal       | Quilmes                | 14 de abril |         |
| Libre: Excursionistas  |           |                    |                        |             |         |

| Fecha 6                       | Fecha 6   | Fecha 6              | Fecha 6            | Fecha 6     | Fecha 6 |
| Local                         | Resultado | Visitante            | Estadio            | Fecha       |         |
| ----------------------------- | --------- | -------------------- | ------------------ | ----------- | ------- |
| Tiro Federal                  | 3 - 1     | Excursionistas       | Tiro Federal       | 21 de abril |         |
| Los Andes                     | 2 - 2     | Quilmes              | Los Andes          | 21 de abril |         |
| Talleres (RdE)                | 5 - 3     | Sportivo Dock Sud    | Talleres (RdE)     | 21 de abril |         |
| Tigre                         | 3 - 1     | Estudiantes (BA)     | Tigre              | 21 de abril |         |
| All Boys                      | 1 - 1     | Central Córdoba (R)  | All Boys           | 21 de abril |         |
| Almagro                       | 3 - 1     | Acassuso             | Almagro            | 21 de abril |         |
| Argentinos Juniors            | 2 - 3     | Banfield             | Argentinos Juniors | 21 de abril |         |
| El Porvenir                   | 1 - 1     | Temperley            | El Porvenir        | 21 de abril |         |
| Barracas Central              | 1 - 2     | Argentino de Rosario | Barracas Central   | 21 de abril |         |
| Unión                         | 3 - 2     | Nueva Chicago        | Unión              | 22 de abril |         |
| Libre: Defensores de Belgrano |           |                      |                    |             |         |

| Fecha 7              | Fecha 7   | Fecha 7                | Fecha 7              | Fecha 7     | Fecha 7 |
| Local                | Resultado | Visitante              | Estadio              | Fecha       |         |
| -------------------- | --------- | ---------------------- | -------------------- | ----------- | ------- |
| Argentino de Rosario | 1 - 1     | Defensores de Belgrano | Argentino de Rosario | 28 de abril |         |
| Temperley            | 4 - 1     | Barracas Central       | Temperley            | 28 de abril |         |
| Banfield             | 3 - 1     | El Porvenir            | Banfield             | 28 de abril |         |
| Acassuso             | 0 - 1     | Argentinos Juniors     | Acassuso             | 28 de abril |         |
| Central Córdoba (R)  | 0 - 2     | Almagro                | Central Córdoba (R)  | 28 de abril |         |
| Nueva Chicago        | 5 - 5     | All Boys               | Nueva Chicago        | 28 de abril |         |
| Estudiantes (BA)     | 2 - 1     | Unión                  | Atlanta              | 28 de abril |         |
| Sportivo Dock Sud    | 5 - 2     | Tigre                  | Sportivo Dock Sud    | 28 de abril |         |
| Quilmes              | 4 - 2     | Talleres (RdE)         | Quilmes              | 28 de abril |         |
| Excursionistas       | 1 - 0     | Los Andes              | Excursionistas       | 28 de abril |         |
| Libre: Tiro Federal  |           |                        |                      |             |         |

| Fecha 8                     | Fecha 8   | Fecha 8             | Fecha 8                | Fecha 8   | Fecha 8 |
| Local                       | Resultado | Visitante           | Estadio                | Fecha     |         |
| --------------------------- | --------- | ------------------- | ---------------------- | --------- | ------- |
| Los Andes                   | 3 - 1     | Tiro Federal        | Los Andes              | 5 de mayo |         |
| Talleres (RdE)              | 1 - 1     | Excursionistas      | Talleres (RdE)         | 5 de mayo |         |
| Tigre                       | 2 - 2     | Quilmes             | Tigre                  | 5 de mayo |         |
| All Boys                    | 3 - 4     | Estudiantes (BA)    | All Boys               | 5 de mayo |         |
| Almagro                     | 2 - 0     | Nueva Chicago       | Almagro                | 5 de mayo |         |
| Argentinos Juniors          | 6 - 2     | Central Córdoba (R) | Argentinos Juniors     | 5 de mayo |         |
| El Porvenir                 | 3 - 0     | Acassuso            | El Porvenir            | 5 de mayo |         |
| Barracas Central            | 0 - 2     | Banfield            | Barracas Central       | 5 de mayo |         |
| Defensores de Belgrano      | 1 - 4     | Temperley           | Defensores de Belgrano | 5 de mayo |         |
| Unión                       | 3 - 0     | Sportivo Dock Sud   | Unión                  | 6 de mayo |         |
| Libre: Argentino de Rosario |           |                     |                        |           |         |

| Fecha 9             | Fecha 9   | Fecha 9                | Fecha 9             | Fecha 9    | Fecha 9 |
| Local               | Resultado | Visitante              | Estadio             | Fecha      |         |
| ------------------- | --------- | ---------------------- | ------------------- | ---------- | ------- |
| Temperley           | 7 - 2     | Argentino de Rosario   | Temperley           | 12 de mayo |         |
| Banfield            | 5 - 1     | Defensores de Belgrano | Banfield            | 12 de mayo |         |
| Acassuso            | 2 - 1     | Barracas Central       | Acassuso            | 12 de mayo |         |
| Central Córdoba (R) | 2 - 2     | El Porvenir            | Central Córdoba (R) | 12 de mayo |         |
| Nueva Chicago       | 3 - 3     | Argentinos Juniors     | Nueva Chicago       | 12 de mayo |         |
| Estudiantes (BA)    | 1 - 1     | Almagro                | Atlanta             | 12 de mayo |         |
| Sportivo Dock Sud   | 2 - 1     | All Boys               | Sportivo Dock Sud   | 12 de mayo |         |
| Quilmes             | 2 - 1     | Unión                  | Quilmes             | 12 de mayo |         |
| Excursionistas      | 0 - 4     | Tigre                  | Excursionistas      | 12 de mayo |         |
| Tiro Federal        | 1 - 2     | Talleres (RdE)         | Tiro Federal        | 12 de mayo |         |
| Libre: Los Andes    |           |                        |                     |            |         |

| Fecha 10               | Fecha 10  | Fecha 10            | Fecha 10               | Fecha 10   | Fecha 10 |
| Local                  | Resultado | Visitante           | Estadio                | Fecha      |          |
| ---------------------- | --------- | ------------------- | ---------------------- | ---------- | -------- |
| Talleres (RdE)         | 3 - 1     | Los Andes           | Talleres (RdE)         | 19 de mayo |          |
| Tigre                  | 4 - 0     | Tiro Federal        | Tigre                  | 19 de mayo |          |
| All Boys               | 0 - 2     | Quilmes             | All Boys               | 19 de mayo |          |
| Almagro                | 2 - 0     | Sportivo Dock Sud   | Almagro                | 19 de mayo |          |
| Argentinos Juniors     | 5 - 1     | Estudiantes (BA)    | Argentinos Juniors     | 19 de mayo |          |
| El Porvenir            | 1 - 2     | Nueva Chicago       | El Porvenir            | 19 de mayo |          |
| Barracas Central       | 0 - 6     | Central Córdoba (R) | Barracas Central       | 19 de mayo |          |
| Defensores de Belgrano | 2 - 0     | Acassuso            | Defensores de Belgrano | 19 de mayo |          |
| Argentino de Rosario   | 6 - 0     | Banfield            | Argentino de Rosario   | 19 de mayo |          |
| Unión                  | 2 - 2     | Excursionistas      | Unión                  | 20 de mayo |          |
| Libre: Temperley       |           |                     |                        |            |          |

| Fecha 11              | Fecha 11  | Fecha 11               | Fecha 11            | Fecha 11   | Fecha 11 |
| Local                 | Resultado | Visitante              | Estadio             | Fecha      |          |
| --------------------- | --------- | ---------------------- | ------------------- | ---------- | -------- |
| Banfield              | 1 - 0     | Temperley              | Banfield            | 26 de mayo |          |
| Acassuso              | 1 - 2     | Argentino de Rosario   | Acassuso            | 26 de mayo |          |
| Central Córdoba (R)   | 5 - 1     | Defensores de Belgrano | Central Córdoba (R) | 26 de mayo |          |
| Nueva Chicago         | 1 - 1     | Barracas Central       | Nueva Chicago       | 26 de mayo |          |
| Estudiantes (BA)      | 1 - 0     | El Porvenir            | Argentinos Juniors  | 26 de mayo |          |
| Sportivo Dock Sud     | 2 - 2     | Argentinos Juniors     | Sportivo Dock Sud   | 26 de mayo |          |
| Quilmes               | 3 - 2     | Almagro                | Quilmes             | 26 de mayo |          |
| Excursionistas        | 3 - 1     | All Boys               | Excursionistas      | 26 de mayo |          |
| Tiro Federal          | 5 - 0     | Unión                  | Tiro Federal        | 26 de mayo |          |
| Los Andes             | 1 - 2     | Tigre                  | Los Andes           | 26 de mayo |          |
| Libre: Talleres (RdE) |           |                        |                     |            |          |

| Fecha 12               | Fecha 12  | Fecha 12            | Fecha 12               | Fecha 12   | Fecha 12 |
| Local                  | Resultado | Visitante           | Estadio                | Fecha      |          |
| ---------------------- | --------- | ------------------- | ---------------------- | ---------- | -------- |
| Tigre                  | 1 - 1     | Talleres (RdE)      | Tigre                  | 2 de junio |          |
| All Boys               | 0 - 1     | Tiro Federal        | All Boys               | 2 de junio |          |
| Almagro                | 2 - 2     | Excursionistas      | Almagro                | 2 de junio |          |
| Argentinos Juniors     | 2 - 5     | Quilmes             | Argentinos Juniors     | 2 de junio |          |
| El Porvenir            | 4 - 1     | Sportivo Dock Sud   | El Porvenir            | 2 de junio |          |
| Barracas Central       | 2 - 0     | Estudiantes (BA)    | Barracas Central       | 2 de junio |          |
| Defensores de Belgrano | 3 - 1     | Nueva Chicago       | Defensores de Belgrano | 2 de junio |          |
| Argentino de Rosario   | 0 - 1     | Central Córdoba (R) | Argentino de Rosario   | 2 de junio |          |
| Temperley              | 4 - 1     | Acassuso            | Temperley              | 2 de junio |          |
| Unión                  | 2 - 2     | Los Andes           | Unión                  | 3 de junio |          |
| Libre: Banfield        |           |                     |                        |            |          |

| Fecha 13            | Fecha 13  | Fecha 13               | Fecha 13            | Fecha 13   | Fecha 13 |
| Local               | Resultado | Visitante              | Estadio             | Fecha      |          |
| ------------------- | --------- | ---------------------- | ------------------- | ---------- | -------- |
| Acassuso            | 3 - 2     | Banfield               | Acassuso            | 9 de junio |          |
| Central Córdoba (R) | 2 - 3     | Temperley              | Central Córdoba (R) | 9 de junio |          |
| Nueva Chicago       | 1 - 0     | Argentino de Rosario   | Nueva Chicago       | 9 de junio |          |
| Estudiantes (BA)    | 0 - 0     | Defensores de Belgrano | Argentinos Juniors  | 9 de junio |          |
| Sportivo Dock Sud   | 1 - 2     | Barracas Central       | Sportivo Dock Sud   | 9 de junio |          |
| Quilmes             | 3 - 0     | El Porvenir            | Quilmes             | 9 de junio |          |
| Excursionistas      | 1 - 0     | Argentinos Juniors     | Excursionistas      | 9 de junio |          |
| Tiro Federal        | 3 - 0     | Almagro                | Tiro Federal        | 9 de junio |          |
| Los Andes           | 3 - 0     | All Boys               | Los Andes           | 9 de junio |          |
| Talleres (RdE)      | 2 - 2     | Unión                  | Talleres (RdE)      | 9 de junio |          |
| Libre: Tigre        |           |                        |                     |            |          |

| Fecha 14               | Fecha 14  | Fecha 14            | Fecha 14               | Fecha 14    | Fecha 14 |
| Local                  | Resultado | Visitante           | Estadio                | Fecha       |          |
| ---------------------- | --------- | ------------------- | ---------------------- | ----------- | -------- |
| All Boys               | 1 - 3     | Talleres (RdE)      | All Boys               | 16 de junio |          |
| Almagro                | 5 - 2     | Los Andes           | Almagro                | 16 de junio |          |
| Argentinos Juniors     | 2 - 0     | Tiro Federal        | Argentinos Juniors     | 16 de junio |          |
| El Porvenir            | 1 - 1     | Excursionistas      | El Porvenir            | 16 de junio |          |
| Barracas Central       | 1 - 0     | Quilmes             | Boca Juniors           | 16 de junio |          |
| Defensores de Belgrano | 4 - 1     | Sportivo Dock Sud   | Defensores de Belgrano | 16 de junio |          |
| Argentino de Rosario   | 2 - 1     | Estudiantes (BA)    | Argentino de Rosario   | 16 de junio |          |
| Temperley              | 3 - 1     | Nueva Chicago       | Temperley              | 16 de junio |          |
| Banfield               | 4 - 0     | Central Córdoba (R) | Banfield               | 16 de junio |          |
| Unión                  | 4 - 2     | Tigre               | Unión                  | 17 de junio |          |
| Libre: Acassuso        |           |                     |                        |             |          |

| Fecha 15            | Fecha 15  | Fecha 15               | Fecha 15            | Fecha 15    | Fecha 15 |
| Local               | Resultado | Visitante              | Estadio             | Fecha       |          |
| ------------------- | --------- | ---------------------- | ------------------- | ----------- | -------- |
| Central Córdoba (R) | 1 - 1     | Acassuso               | Central Córdoba (R) | 23 de junio |          |
| Nueva Chicago       | 0 - 1     | Banfield               | Nueva Chicago       | 23 de junio |          |
| Estudiantes (BA)    | 0 - 4     | Temperley              | Argentinos Juniors  | 23 de junio |          |
| Sportivo Dock Sud   | 1 - 2     | Argentino de Rosario   | Sportivo Dock Sud   | 23 de junio |          |
| Quilmes             | 3 - 0     | Defensores de Belgrano | Quilmes             | 23 de junio |          |
| Excursionistas      | 2 - 1     | Barracas Central       | Excursionistas      | 23 de junio |          |
| Tiro Federal        | 2 - 2     | El Porvenir            | Tiro Federal        | 23 de junio |          |
| Los Andes           | 2 - 1     | Argentinos Juniors     | Los Andes           | 23 de junio |          |
| Talleres (RdE)      | 3 - 2     | Almagro                | Talleres (RdE)      | 23 de junio |          |
| Tigre               | 5 - 2     | All Boys               | Tigre               | 23 de junio |          |
| Libre: Unión        |           |                        |                     |             |          |

| Fecha 16                   | Fecha 16  | Fecha 16          | Fecha 16               | Fecha 16    | Fecha 16 |
| Local                      | Resultado | Visitante         | Estadio                | Fecha       |          |
| -------------------------- | --------- | ----------------- | ---------------------- | ----------- | -------- |
| All Boys                   | 2 - 1     | Unión             | All Boys               | 30 de junio |          |
| Almagro                    | 3 - 1     | Tigre             | Almagro                | 30 de junio |          |
| Argentinos Juniors         | 3 - 1     | Talleres (RdE)    | Argentinos Juniors     | 30 de junio |          |
| El Porvenir                | 4 - 4     | Los Andes         | El Porvenir            | 30 de junio |          |
| Barracas Central           | 2 - 1     | Tiro Federal      | Barracas Central       | 30 de junio |          |
| Defensores de Belgrano     | 0 - 1     | Excursionistas    | Defensores de Belgrano | 30 de junio |          |
| Argentino de Rosario       | 3 - 1     | Quilmes           | Argentino de Rosario   | 30 de junio |          |
| Temperley                  | 3 - 2     | Sportivo Dock Sud | Temperley              | 30 de junio |          |
| Banfield                   | 3 - 1     | Estudiantes (BA)  | Banfield               | 30 de junio |          |
| Acassuso                   | 3 - 0     | Nueva Chicago     | Acassuso               | 30 de junio |          |
| Libre: Central Córdoba (R) |           |                   |                        |             |          |

| Fecha 17          | Fecha 17  | Fecha 17               | Fecha 17           | Fecha 17   | Fecha 17 |
| Local             | Resultado | Visitante              | Estadio            | Fecha      |          |
| ----------------- | --------- | ---------------------- | ------------------ | ---------- | -------- |
| Nueva Chicago     | 2 - 0     | Central Córdoba (R)    | Nueva Chicago      | 7 de julio |          |
| Estudiantes (BA)  | 2 - 6     | Acassuso               | Argentinos Juniors | 7 de julio |          |
| Sportivo Dock Sud | 2 - 2     | Banfield               | Sportivo Dock Sud  | 7 de julio |          |
| Quilmes           | 4 - 1     | Temperley              | Quilmes            | 7 de julio |          |
| Excursionistas    | 1 - 1     | Argentino de Rosario   | Excursionistas     | 7 de julio |          |
| Tiro Federal      | 1 - 1     | Defensores de Belgrano | Tiro Federal       | 7 de julio |          |
| Los Andes         | 1 - 0     | Barracas Central       | Los Andes          | 7 de julio |          |
| Talleres (RdE)    | 2 - 4     | El Porvenir            | Talleres (RdE)     | 7 de julio |          |
| Tigre             | 2 - 1     | Argentinos Juniors     | Tigre              | 7 de julio |          |
| Unión             | 5 - 0     | Almagro                | Unión              | 8 de julio |          |
| Libre: All Boys   |           |                        |                    |            |          |

| Fecha 18               | Fecha 18  | Fecha 18          | Fecha 18               | Fecha 18    | Fecha 18 |
| Local                  | Resultado | Visitante         | Estadio                | Fecha       |          |
| ---------------------- | --------- | ----------------- | ---------------------- | ----------- | -------- |
| Almagro                | 2 - 1     | All Boys          | Almagro                | 14 de julio |          |
| Argentinos Juniors     | 1 - 3     | Unión             | Argentinos Juniors     | 14 de julio |          |
| El Porvenir            | 1 - 5     | Tigre             | El Porvenir            | 14 de julio |          |
| Barracas Central       | 1 - 2     | Talleres (RdE)    | Barracas Central       | 14 de julio |          |
| Defensores de Belgrano | 2 - 2     | Los Andes         | Defensores de Belgrano | 14 de julio |          |
| Argentino de Rosario   | 1 - 1     | Tiro Federal      | Argentino de Rosario   | 14 de julio |          |
| Temperley              | 4 - 3     | Excursionistas    | Temperley              | 14 de julio |          |
| Banfield               | 1 - 1     | Quilmes           | Banfield               | 14 de julio |          |
| Acassuso               | 2 - 0     | Sportivo Dock Sud | Acassuso               | 14 de julio |          |
| Central Córdoba (R)    | 1 - 0     | Estudiantes (BA)  | Central Córdoba (R)    | 14 de julio |          |
| Libre: Nueva Chicago   |           |                   |                        |             |          |

| Fecha 19          | Fecha 19  | Fecha 19               | Fecha 19           | Fecha 19    | Fecha 19 |
| Local             | Resultado | Visitante              | Estadio            | Fecha       |          |
| ----------------- | --------- | ---------------------- | ------------------ | ----------- | -------- |
| Estudiantes (BA)  | 0 - 2     | Nueva Chicago          | Argentinos Juniors | 21 de julio |          |
| Sportivo Dock Sud | 5 - 2     | Central Córdoba (R)    | Sportivo Dock Sud  | 21 de julio |          |
| Quilmes           | 6 - 3     | Acassuso               | Quilmes            | 21 de julio |          |
| Los Andes         | 1 - 2     | Argentino de Rosario   | Los Andes          | 21 de julio |          |
| Talleres (RdE)    | 1 - 3     | Defensores de Belgrano | Talleres (RdE)     | 21 de julio |          |
| Unión             | 3 - 3     | El Porvenir            | Unión              | 22 de julio |          |
| Excursionistas    | 4 - 3     | Banfield               | Excursionistas     | 25 de julio |          |
| Tiro Federal      | 2 - 5     | Temperley              | Tiro Federal       | 25 de julio |          |
| Tigre             | 3 - 2     | Barracas Central       | Tigre              | 25 de julio |          |
| All Boys          | 0 - 4     | Argentinos Juniors     | All Boys           | 25 de julio |          |
| Libre: Almagro    |           |                        |                    |             |          |

| Fecha 20                | Fecha 20  | Fecha 20          | Fecha 20               | Fecha 20    | Fecha 20 |
| Local                   | Resultado | Visitante         | Estadio                | Fecha       |          |
| ----------------------- | --------- | ----------------- | ---------------------- | ----------- | -------- |
| Argentinos Juniors      | 4 - 0     | Almagro           | Atlanta                | 28 de julio |          |
| El Porvenir             | 3 - 4     | All Boys          | Independiente          | 28 de julio |          |
| Barracas Central        | 3 - 1     | Unión             | Barracas Central       | 28 de julio |          |
| Defensores de Belgrano  | 3 - 4     | Tigre             | Defensores de Belgrano | 28 de julio |          |
| Argentino de Rosario    | 2 - 1     | Talleres (RdE)    | Argentino de Rosario   | 28 de julio |          |
| Temperley               | 1 - 0     | Los Andes         | Temperley              | 28 de julio |          |
| Banfield                | 9 - 2     | Tiro Federal      | Banfield               | 28 de julio |          |
| Acassuso                | 3 - 0     | Excursionistas    | Acassuso               | 28 de julio |          |
| Central Córdoba (R)     | 2 - 1     | Quilmes           | Central Córdoba (R)    | 28 de julio |          |
| Nueva Chicago           | 2 - 2     | Sportivo Dock Sud | Nueva Chicago          | 28 de julio |          |
| Libre: Estudiantes (BA) |           |                   |                        |             |          |

| Fecha 21                  | Fecha 21  | Fecha 21               | Fecha 21          | Fecha 21    | Fecha 21 |
| Local                     | Resultado | Visitante              | Estadio           | Fecha       |          |
| ------------------------- | --------- | ---------------------- | ----------------- | ----------- | -------- |
| Sportivo Dock Sud         | 1 - 1     | Estudiantes (BA)       | Sportivo Dock Sud | 4 de agosto |          |
| Quilmes                   | 5 - 1     | Nueva Chicago          | Quilmes           | 4 de agosto |          |
| Excursionistas            | 1 - 5     | Central Córdoba (R)    | Excursionistas    | 4 de agosto |          |
| Tiro Federal              | 1 - 0     | Acassuso               | Tiro Federal      | 4 de agosto |          |
| Los Andes                 | 2 - 3     | Banfield               | Los Andes         | 4 de agosto |          |
| Talleres (RdE)            | 3 - 2     | Temperley              | Talleres (RdE)    | 4 de agosto |          |
| Tigre                     | 3 - 1     | Argentino de Rosario   | Tigre             | 4 de agosto |          |
| All Boys                  | 1 - 2     | Barracas Central       | All Boys          | 4 de agosto |          |
| Almagro                   | 2 - 2     | El Porvenir            | Almagro           | 4 de agosto |          |
| Unión                     | 3 - 1     | Defensores de Belgrano | Unión             | 5 de agosto |          |
| Libre: Argentinos Juniors |           |                        |                   |             |          |

Segunda Rueda
| Fecha 22                 | Fecha 22  | Fecha 22               | Fecha 22           | Fecha 22     | Fecha 22 |
| Local                    | Resultado | Visitante              | Estadio            | Fecha        |          |
| ------------------------ | --------- | ---------------------- | ------------------ | ------------ | -------- |
| Argentinos Juniors       | 3 - 3     | El Porvenir            | Argentinos Juniors | 11 de agosto |          |
| Almagro                  | 1 - 3     | Barracas Central       | Almagro            | 11 de agosto |          |
| All Boys                 | 3 - 3     | Defensores de Belgrano | All Boys           | 11 de agosto |          |
| Tigre                    | 3 - 2     | Temperley              | Tigre              | 11 de agosto |          |
| Talleres (RdE)           | 3 - 3     | Banfield               | Talleres (RdE)     | 11 de agosto |          |
| Los Andes                | 5 - 2     | Acassuso               | Los Andes          | 11 de agosto |          |
| Tiro Federal             | 0 - 1     | Central Córdoba (R)    | Tiro Federal       | 11 de agosto |          |
| Excursionistas           | 3 - 0     | Nueva Chicago          | Excursionistas     | 11 de agosto |          |
| Quilmes                  | 5 - 2     | Estudiantes (BA)       | Quilmes            | 11 de agosto |          |
| Unión                    | 1 - 2     | Argentino de Rosario   | Unión              | 12 de agosto |          |
| Libre: Sportivo Dock Sud |           |                        |                    |              |          |

| Fecha 23               | Fecha 23  | Fecha 23           | Fecha 23             | Fecha 23     | Fecha 23 |
| Local                  | Resultado | Visitante          | Estadio              | Fecha        |          |
| ---------------------- | --------- | ------------------ | -------------------- | ------------ | -------- |
| Central Córdoba (R)    | 3 - 1     | Los Andes          | Central Córdoba (R)  | 17 de agosto |          |
| Sportivo Dock Sud      | 4 - 1     | Quilmes            | Sportivo Dock Sud    | 18 de agosto |          |
| Estudiantes (BA)       | 2 - 2     | Excursionistas     | Argentinos Juniors   | 18 de agosto |          |
| Nueva Chicago          | 6 - 1     | Tiro Federal       | Nueva Chicago        | 18 de agosto |          |
| Acassuso               | 1 - 1     | Talleres (RdE)     | Acassuso             | 18 de agosto |          |
| Banfield               | 6 - 2     | Tigre              | Banfield             | 18 de agosto |          |
| Temperley              | 3 - 1     | Unión              | Temperley            | 18 de agosto |          |
| Argentino de Rosario   | 7 - 1     | All Boys           | Argentino de Rosario | 18 de agosto |          |
| Defensores de Belgrano | 1 - 5     | Almagro            | Platense             | 18 de agosto |          |
| Barracas Central       | 1 - 4     | Argentinos Juniors | Barracas Central     | 18 de agosto |          |
| Libre: El Porvenir     |           |                    |                      |              |          |

| Fecha 24           | Fecha 24  | Fecha 24               | Fecha 24           | Fecha 24        | Fecha 24 |
| Local              | Resultado | Visitante              | Estadio            | Fecha           |          |
| ------------------ | --------- | ---------------------- | ------------------ | --------------- | -------- |
| Unión              | 1 - 0     | Banfield               | Unión              | 26 de agosto    |          |
| El Porvenir        | 2 - 0     | Barracas Central       | Lanús              | 1 de septiembre |          |
| Argentinos Juniors | 3 - 1     | Defensores de Belgrano | Argentinos Juniors | 1 de septiembre |          |
| Almagro            | 0 - 1     | Argentino de Rosario   | Almagro            | 1 de septiembre |          |
| All Boys           | 3 - 4     | Temperley              | All Boys           | 1 de septiembre |          |
| Tigre              | 3 - 0     | Acassuso               | Tigre              | 1 de septiembre |          |
| Talleres (RdE)     | 2 - 3     | Central Córdoba (R)    | Talleres (RdE)     | 1 de septiembre |          |
| Los Andes          | 1 - 0     | Nueva Chicago          | Banfield           | 1 de septiembre |          |
| Tiro Federal       | 1 - 0     | Estudiantes (BA)       | Tiro Federal       | 1 de septiembre |          |
| Excursionistas     | 1 - 3     | Sportivo Dock Sud      | Excursionistas     | 1 de septiembre |          |
| Libre: Quilmes     |           |                        |                    |                 |          |

| Fecha 25                | Fecha 25  | Fecha 25           | Fecha 25             | Fecha 25        | Fecha 25 |
| Local                   | Resultado | Visitante          | Estadio              | Fecha           |          |
| ----------------------- | --------- | ------------------ | -------------------- | --------------- | -------- |
| Quilmes                 | 1 - 0     | Excursionistas     | Quilmes              | 8 de septiembre |          |
| Sportivo Dock Sud       | 1 - 1     | Tiro Federal       | Sportivo Dock Sud    | 8 de septiembre |          |
| Estudiantes (BA)        | 3 - 2     | Los Andes          | Argentinos Juniors   | 8 de septiembre |          |
| Nueva Chicago           | 3 - 1     | Talleres (RdE)     | Nueva Chicago        | 8 de septiembre |          |
| Central Córdoba (R)     | 4 - 1     | Tigre              | Central Córdoba (R)  | 8 de septiembre |          |
| Acassuso                | 2 - 3     | Unión              | Acassuso             | 8 de septiembre |          |
| Banfield                | 7 - 1     | All Boys           | Banfield             | 8 de septiembre |          |
| Temperley               | 3 - 2     | Almagro            | Temperley            | 8 de septiembre |          |
| Argentino de Rosario    | 2 - 1     | Argentinos Juniors | Argentino de Rosario | 8 de septiembre |          |
| Defensores de Belgrano  | 3 - 2     | El Porvenir        | Platense             | 8 de septiembre |          |
| Libre: Barracas Central |           |                    |                      |                 |          |

| Fecha 26              | Fecha 26  | Fecha 26               | Fecha 26           | Fecha 26         | Fecha 26 |
| Local                 | Resultado | Visitante              | Estadio            | Fecha            |          |
| --------------------- | --------- | ---------------------- | ------------------ | ---------------- | -------- |
| Barracas Central      | 2 - 1     | Defensores de Belgrano | Barracas Central   | 15 de septiembre |          |
| El Porvenir           | 1 - 1     | Argentino de Rosario   | El Porvenir        | 15 de septiembre |          |
| Argentinos Juniors    | 1 - 1     | Temperley              | Argentinos Juniors | 15 de septiembre |          |
| Almagro               | 1 - 4     | Banfield               | Atlanta            | 15 de septiembre |          |
| All Boys              | 2 - 3     | Acassuso               | All Boys           | 15 de septiembre |          |
| Tigre                 | 5 - 0     | Nueva Chicago          | Tigre              | 15 de septiembre |          |
| Talleres (RdE)        | 1 - 1     | Estudiantes (BA)       | Lanús              | 15 de septiembre |          |
| Los Andes             | 3 - 1     | Sportivo Dock Sud      | Banfield           | 15 de septiembre |          |
| Tiro Federal          | 2 - 1     | Quilmes                | Tiro Federal       | 15 de septiembre |          |
| Unión                 | 1 - 1     | Central Córdoba (R)    | Unión              | 16 de septiembre |          |
| Libre: Excursionistas |           |                        |                    |                  |          |

| Fecha 27                      | Fecha 27  | Fecha 27           | Fecha 27             | Fecha 27         | Fecha 27 |
| Local                         | Resultado | Visitante          | Estadio              | Fecha            |          |
| ----------------------------- | --------- | ------------------ | -------------------- | ---------------- | -------- |
| Excursionistas                | 3 - 2     | Tiro Federal       | Excursionistas       | 22 de septiembre |          |
| Quilmes                       | 5 - 1     | Los Andes          | Quilmes              | 22 de septiembre |          |
| Sportivo Dock Sud             | 2 - 2     | Talleres (RdE)     | Racing               | 22 de septiembre |          |
| Estudiantes (BA)              | 1 - 6     | Tigre              | Argentinos Juniors   | 22 de septiembre |          |
| Central Córdoba (R)           | 5 - 0     | All Boys           | Central Córdoba (R)  | 22 de septiembre |          |
| Acassuso                      | 2 - 1     | Almagro            | Tigre                | 22 de septiembre |          |
| Banfield                      | 2 - 1     | Argentinos Juniors | Banfield             | 22 de septiembre |          |
| Temperley                     | 4 - 1     | El Porvenir        | Temperley            | 22 de septiembre |          |
| Argentino de Rosario          | 4 - 2     | Barracas Central   | Argentino de Rosario | 22 de septiembre |          |
| Nueva Chicago                 | 5 - 3     | Unión              | Nueva Chicago        | 23 de septiembre |          |
| Libre: Defensores de Belgrano |           |                    |                      |                  |          |

| Fecha 28               | Fecha 28  | Fecha 28             | Fecha 28               | Fecha 28         | Fecha 28 |
| Local                  | Resultado | Visitante            | Estadio                | Fecha            |          |
| ---------------------- | --------- | -------------------- | ---------------------- | ---------------- | -------- |
| Defensores de Belgrano | 3 - 5     | Argentino de Rosario | Defensores de Belgrano | 29 de septiembre |          |
| Barracas Central       | 0 - 3     | Temperley            | Barracas Central       | 29 de septiembre |          |
| El Porvenir            | 3 - 0     | Banfield             | El Porvenir            | 29 de septiembre |          |
| Argentinos Juniors     | 4 - 1     | Acassuso             | Argentinos Juniors     | 29 de septiembre |          |
| Almagro                | 3 - 0     | Central Córdoba (R)  | Almagro                | 29 de septiembre |          |
| All Boys               | 1 - 4     | Nueva Chicago        | All Boys               | 29 de septiembre |          |
| Tigre                  | 0 - 0     | Sportivo Dock Sud    | Tigre                  | 29 de septiembre |          |
| Talleres (RdE)         | 5 - 1     | Quilmes              | Talleres (RdE)         | 29 de septiembre |          |
| Los Andes              | 2 - 0     | Excursionistas       | Los Andes              | 29 de septiembre |          |
| Unión                  | 4 - 2     | Estudiantes (BA)     | Unión                  | 30 de septiembre |          |
| Libre: Tiro Federal    |           |                      |                        |                  |          |

| Fecha 29                    | Fecha 29  | Fecha 29               | Fecha 29            | Fecha 29     | Fecha 29 |
| Local                       | Resultado | Visitante              | Estadio             | Fecha        |          |
| --------------------------- | --------- | ---------------------- | ------------------- | ------------ | -------- |
| Tiro Federal                | 3 - 2     | Los Andes              | Tiro Federal        | 6 de octubre |          |
| Excursionistas              | 3 - 2     | Talleres (RdE)         | Excursionistas      | 6 de octubre |          |
| Quilmes                     | 2 - 3     | Tigre                  | Quilmes             | 6 de octubre |          |
| Sportivo Dock Sud           | 3 - 1     | Unión                  | Sportivo Dock Sud   | 6 de octubre |          |
| Estudiantes (BA)            | 2 - 2     | All Boys               | Argentinos Juniors  | 6 de octubre |          |
| Nueva Chicago               | 4 - 1     | Almagro                | Nueva Chicago       | 6 de octubre |          |
| Central Córdoba (R)         | 0 - 0     | Argentinos Juniors     | Central Córdoba (R) | 6 de octubre |          |
| Acassuso                    | 4 - 1     | El Porvenir            | Tigre               | 6 de octubre |          |
| Banfield                    | 6 - 3     | Barracas Central       | Banfield            | 6 de octubre |          |
| Temperley                   | 6 - 1     | Defensores de Belgrano | Temperley           | 6 de octubre |          |
| Libre: Argentino de Rosario |           |                        |                     |              |          |

| Fecha 30               | Fecha 30  | Fecha 30            | Fecha 30               | Fecha 30      | Fecha 30 |
| Local                  | Resultado | Visitante           | Estadio                | Fecha         |          |
| ---------------------- | --------- | ------------------- | ---------------------- | ------------- | -------- |
| Argentino de Rosario   | 2 - 1     | Temperley           | Argentino de Rosario   | 12 de octubre |          |
| Tigre                  | 5 - 0     | Excursionistas      | Tigre                  | 12 de octubre |          |
| Defensores de Belgrano | 3 - 3     | Banfield            | Defensores de Belgrano | 13 de octubre |          |
| Barracas Central       | 1 - 3     | Acassuso            | Barracas Central       | 13 de octubre |          |
| El Porvenir            | 1 - 2     | Central Córdoba (R) | El Porvenir            | 13 de octubre |          |
| Argentinos Juniors     | 3 - 1     | Nueva Chicago       | Argentinos Juniors     | 13 de octubre |          |
| Almagro                | 0 - 0     | Estudiantes (BA)    | Almagro                | 13 de octubre |          |
| All Boys               | 1 - 1     | Sportivo Dock Sud   | All Boys               | 13 de octubre |          |
| Talleres (RdE)         | 3 - 2     | Tiro Federal        | Talleres (RdE)         | 13 de octubre |          |
| Unión                  | 2 - 1     | Quilmes             | Unión                  | 14 de octubre |          |
| Libre: Los Andes       |           |                     |                        |               |          |

| Fecha 31            | Fecha 31  | Fecha 31               | Fecha 31            | Fecha 31      | Fecha 31 |
| Local               | Resultado | Visitante              | Estadio             | Fecha         |          |
| ------------------- | --------- | ---------------------- | ------------------- | ------------- | -------- |
| Los Andes           | 3 - 2     | Talleres (RdE)         | Los Andes           | 20 de octubre |          |
| Tiro Federal        | 5 - 2     | Tigre                  | Tiro Federal        | 20 de octubre |          |
| Excursionistas      | 2 - 3     | Unión                  | Excursionistas      | 20 de octubre |          |
| Quilmes             | 1 - 1     | All Boys               | Quilmes             | 20 de octubre |          |
| Sportivo Dock Sud   | 6 - 0     | Almagro                | Sportivo Dock Sud   | 20 de octubre |          |
| Estudiantes (BA)    | 0 - 2     | Argentinos Juniors     | Atlanta             | 20 de octubre |          |
| Nueva Chicago       | 4 - 1     | El Porvenir            | Nueva Chicago       | 20 de octubre |          |
| Central Córdoba (R) | 4 - 0     | Barracas Central       | Central Córdoba (R) | 20 de octubre |          |
| Acassuso            | 2 - 1     | Defensores de Belgrano | Tigre               | 20 de octubre |          |
| Banfield            | 0 - 2     | Argentino de Rosario   | Banfield            | 20 de octubre |          |
| Libre: Temperley    |           |                        |                     |               |          |

| Fecha 32               | Fecha 32  | Fecha 32            | Fecha 32               | Fecha 32      | Fecha 32 |
| Local                  | Resultado | Visitante           | Estadio                | Fecha         |          |
| ---------------------- | --------- | ------------------- | ---------------------- | ------------- | -------- |
| Temperley              | 5 - 0     | Banfield            | Temperley              | 27 de octubre |          |
| Defensores de Belgrano | 2 - 2     | Central Córdoba (R) | Defensores de Belgrano | 27 de octubre |          |
| Barracas Central       | 2 - 3     | Nueva Chicago       | Barracas Central       | 27 de octubre |          |
| El Porvenir            | 5 - 2     | Estudiantes (BA)    | El Porvenir            | 27 de octubre |          |
| Argentinos Juniors     | 5 - 2     | Sportivo Dock Sud   | Argentinos Juniors     | 27 de octubre |          |
| Almagro                | 1 - 3     | Quilmes             | Almagro                | 27 de octubre |          |
| All Boys               | 3 - 1     | Excursionistas      | All Boys               | 27 de octubre |          |
| Tigre                  | 4 - 0     | Los Andes           | Tigre                  | 27 de octubre |          |
| Argentino de Rosario   | 4 - 0     | Acassuso            | Argentino de Rosario   | 28 de octubre |          |
| Unión                  | 1 - 1     | Tiro Federal        | Unión                  | 28 de octubre |          |
| Libre: Talleres (RdE)  |           |                     |                        |               |          |

| Fecha 33            | Fecha 33  | Fecha 33               | Fecha 33            | Fecha 33       | Fecha 33 |
| Local               | Resultado | Visitante              | Estadio             | Fecha          |          |
| ------------------- | --------- | ---------------------- | ------------------- | -------------- | -------- |
| Talleres (RdE)      | 0 - 2     | Tigre                  | Talleres (RdE)      | 3 de noviembre |          |
| Los Andes           | 3 - 2     | Unión                  | Los Andes           | 3 de noviembre |          |
| Tiro Federal        | 5 - 1     | All Boys               | Tiro Federal        | 3 de noviembre |          |
| Excursionistas      | 1 - 3     | Almagro                | Excursionistas      | 3 de noviembre |          |
| Quilmes             | 2 - 0     | Argentinos Juniors     | Quilmes             | 3 de noviembre |          |
| Sportivo Dock Sud   | 1 - 3     | El Porvenir            | Sportivo Dock Sud   | 3 de noviembre |          |
| Estudiantes (BA)    | 5 - 1     | Barracas Central       | Estudiantes (BA)    | 3 de noviembre |          |
| Nueva Chicago       | 2 - 1     | Defensores de Belgrano | Nueva Chicago       | 3 de noviembre |          |
| Central Córdoba (R) | 2 - 2     | Argentino de Rosario   | Central Córdoba (R) | 3 de noviembre |          |
| Acassuso            | 3 - 1     | Temperley              | Tigre               | 3 de noviembre |          |
| Libre: Banfield     |           |                        |                     |                |          |

| Fecha 34               | Fecha 34  | Fecha 34            | Fecha 34               | Fecha 34        | Fecha 34 |
| Local                  | Resultado | Visitante           | Estadio                | Fecha           |          |
| ---------------------- | --------- | ------------------- | ---------------------- | --------------- | -------- |
| Banfield               | 4 - 2     | Acassuso            | Banfield               | 10 de noviembre |          |
| Temperley              | 7 - 2     | Central Córdoba (R) | Temperley              | 10 de noviembre |          |
| Defensores de Belgrano | 0 - 0     | Estudiantes (BA)    | Defensores de Belgrano | 10 de noviembre |          |
| Barracas Central       | 1 - 0     | Sportivo Dock Sud   | Barracas Central       | 10 de noviembre |          |
| El Porvenir            | 1 - 2     | Quilmes             | El Porvenir            | 10 de noviembre |          |
| Argentinos Juniors     | 1 - 0     | Excursionistas      | Argentinos Juniors     | 10 de noviembre |          |
| Almagro                | 4 - 0     | Tiro Federal        | Almagro                | 10 de noviembre |          |
| All Boys               | 6 - 3     | Los Andes           | All Boys               | 10 de noviembre |          |
| Unión                  | 3 - 0     | Talleres (RdE)      | Unión                  | 11 de noviembre |          |
| Argentino de Rosario   | 1 - 0     | Nueva Chicago       | Argentino de Rosario   | 11 de noviembre |          |
| Libre: Tigre           |           |                     |                        |                 |          |

| Fecha 35            | Fecha 35  | Fecha 35               | Fecha 35            | Fecha 35        | Fecha 35 |
| Local               | Resultado | Visitante              | Estadio             | Fecha           |          |
| ------------------- | --------- | ---------------------- | ------------------- | --------------- | -------- |
| Tigre               | 3 - 3     | Unión                  | Tigre               | 17 de noviembre |          |
| Talleres (RdE)      | 4 - 1     | All Boys               | Talleres (RdE)      | 17 de noviembre |          |
| Los Andes           | 1 - 1     | Almagro                | Los Andes           | 17 de noviembre |          |
| Excursionistas      | 0 - 0     | El Porvenir            | Excursionistas      | 17 de noviembre |          |
| Quilmes             | 3 - 2     | Barracas Central       | Quilmes             | 17 de noviembre |          |
| Sportivo Dock Sud   | 3 - 2     | Defensores de Belgrano | Sportivo Dock Sud   | 17 de noviembre |          |
| Estudiantes (BA)    | 1 - 4     | Argentino de Rosario   | Argentinos Juniors  | 17 de noviembre |          |
| Nueva Chicago       | 4 - 2     | Temperley              | Nueva Chicago       | 17 de noviembre |          |
| Central Córdoba (R) | 0 - 1     | Banfield               | Central Córdoba (R) | 17 de noviembre |          |
| Tiro Federal        | 3 - 2     | Argentinos Juniors     | Tiro Federal        | 18 de noviembre |          |
| Libre: Acassuso     |           |                        |                     |                 |          |

| Fecha 36               | Fecha 36  | Fecha 36            | Fecha 36               | Fecha 36        | Fecha 36 |
| Local                  | Resultado | Visitante           | Estadio                | Fecha           |          |
| ---------------------- | --------- | ------------------- | ---------------------- | --------------- | -------- |
| Acassuso               | 2 - 2     | Central Córdoba (R) | Tigre                  | 24 de noviembre |          |
| Banfield               | 2 - 2     | Nueva Chicago       | Banfield               | 24 de noviembre |          |
| Temperley              | 5 - 2     | Estudiantes (BA)    | Temperley              | 24 de noviembre |          |
| Argentino de Rosario   | 3 - 1     | Sportivo Dock Sud   | Argentino de Rosario   | 24 de noviembre |          |
| Defensores de Belgrano | 2 - 3     | Quilmes             | Defensores de Belgrano | 24 de noviembre |          |
| Barracas Central       | 2 - 3     | Excursionistas      | Barracas Central       | 24 de noviembre |          |
| El Porvenir            | 3 - 4     | Tiro Federal        | Racing                 | 24 de noviembre |          |
| Argentinos Juniors     | 2 - 1     | Los Andes           | Argentinos Juniors     | 24 de noviembre |          |
| Almagro                | 1 - 2     | Talleres (RdE)      | Almagro                | 24 de noviembre |          |
| All Boys               | 0 - 2     | Tigre               | All Boys               | 24 de noviembre |          |
| Libre: Unión           |           |                     |                        |                 |          |

| Fecha 37                   | Fecha 37  | Fecha 37               | Fecha 37           | Fecha 37       | Fecha 37 |
| Local                      | Resultado | Visitante              | Estadio            | Fecha          |          |
| -------------------------- | --------- | ---------------------- | ------------------ | -------------- | -------- |
| Unión                      | 4 - 2     | All Boys               | Unión              | 1 de diciembre |          |
| Tigre                      | 7 - 4     | Almagro                | Platense           | 1 de diciembre |          |
| Talleres (RdE)             | 3 - 1     | Argentinos Juniors     | Talleres (RdE)     | 1 de diciembre |          |
| Los Andes                  | 2 - 1     | El Porvenir            | Los Andes          | 1 de diciembre |          |
| Tiro Federal               | 3 - 1     | Barracas Central       | Tiro Federal       | 1 de diciembre |          |
| Excursionistas             | 3 - 0     | Defensores de Belgrano | Excursionistas     | 1 de diciembre |          |
| Quilmes                    | 3 - 2     | Argentino de Rosario   | Racing             | 1 de diciembre |          |
| Sportivo Dock Sud          | 3 - 3     | Temperley              | Sportivo Dock Sud  | 1 de diciembre |          |
| Estudiantes (BA)           | 0 - 6     | Banfield               | Argentinos Juniors | 1 de diciembre |          |
| Nueva Chicago              | 2 - 0     | Acassuso               | Nueva Chicago      | 1 de diciembre |          |
| Libre: Central Córdoba (R) |           |                        |                    |                |          |

| Fecha 38               | Fecha 38  | Fecha 38          | Fecha 38               | Fecha 38       | Fecha 38 |
| Local                  | Resultado | Visitante         | Estadio                | Fecha          |          |
| ---------------------- | --------- | ----------------- | ---------------------- | -------------- | -------- |
| Central Córdoba (R)    | 4 - 1     | Nueva Chicago     | Central Córdoba (R)    | 8 de diciembre |          |
| Acassuso               | 1 - 2     | Estudiantes (BA)  | Tigre                  | 8 de diciembre |          |
| Banfield               | 5 - 0     | Sportivo Dock Sud | Banfield               | 8 de diciembre |          |
| Argentino de Rosario   | 5 - 2     | Excursionistas    | Argentino de Rosario   | 8 de diciembre |          |
| Defensores de Belgrano | 5 - 2     | Tiro Federal      | Defensores de Belgrano | 8 de diciembre |          |
| Barracas Central       | 0 - 2     | Los Andes         | Barracas Central       | 8 de diciembre |          |
| El Porvenir            | 0 - 1     | Talleres (RdE)    | Lanús                  | 8 de diciembre |          |
| Argentinos Juniors     | 3 - 1     | Tigre             | Argentinos Juniors     | 9 de diciembre |          |
| Temperley              | 3 - 1     | Quilmes           | Temperley              | 9 de diciembre |          |
| Almagro                | 2 - 1     | Unión             | Almagro                | 9 de diciembre |          |
| Libre: All Boys        |           |                   |                        |                |          |

| Fecha 39             | Fecha 39  | Fecha 39               | Fecha 39           | Fecha 39        | Fecha 39 |
| Local                | Resultado | Visitante              | Estadio            | Fecha           |          |
| -------------------- | --------- | ---------------------- | ------------------ | --------------- | -------- |
| Unión                | 3 - 2     | Argentinos Juniors     | Unión              | 15 de diciembre |          |
| Tigre                | 5 - 3     | El Porvenir            | Tigre              | 15 de diciembre |          |
| Los Andes            | 2 - 2     | Defensores de Belgrano | Los Andes          | 15 de diciembre |          |
| Tiro Federal         | 4 - 2     | Argentino de Rosario   | Tiro Federal       | 15 de diciembre |          |
| Excursionistas       | 2 - 3     | Temperley              | Excursionistas     | 15 de diciembre |          |
| Sportivo Dock Sud    | 3 - 0     | Acassuso               | Sportivo Dock Sud  | 15 de diciembre |          |
| Estudiantes (BA)     | 4 - 3     | Central Córdoba (R)    | Argentinos Juniors | 15 de diciembre |          |
| Quilmes              | 1 - 2     | Banfield               | Quilmes            | 16 de diciembre |          |
| Talleres (RdE)       | 2 - 1     | Barracas Central       | Talleres (RdE)     | 16 de diciembre |          |
| All Boys             | 3 - 1     | Almagro                | Atlanta            | 16 de diciembre |          |
| Libre: Nueva Chicago |           |                        |                    |                 |          |

| Fecha 40               | Fecha 40  | Fecha 40          | Fecha 40               | Fecha 40        | Fecha 40 |
| Local                  | Resultado | Visitante         | Estadio                | Fecha           |          |
| ---------------------- | --------- | ----------------- | ---------------------- | --------------- | -------- |
| Nueva Chicago          | 2 - 0     | Estudiantes (BA)  | Nueva Chicago          | 22 de diciembre |          |
| Central Córdoba (R)    | 2 - 1     | Sportivo Dock Sud | Central Córdoba (R)    | 22 de diciembre |          |
| Acassuso               | 2 - 4     | Quilmes           | Tigre                  | 22 de diciembre |          |
| Banfield               | 4 - 0     | Excursionistas    | Banfield               | 22 de diciembre |          |
| Temperley              | 5 - 4     | Tiro Federal      | Temperley              | 22 de diciembre |          |
| Argentino de Rosario   | 5 - 1     | Los Andes         | Argentino de Rosario   | 22 de diciembre |          |
| Defensores de Belgrano | 0 - 3     | Talleres (RdE)    | Defensores de Belgrano | 22 de diciembre |          |
| Barracas Central       | 2 - 5     | Tigre             | Barracas Central       | 22 de diciembre |          |
| El Porvenir            | 5 - 2     | Unión             | El Porvenir            | 22 de diciembre |          |
| Argentinos Juniors     | 3 - 2     | All Boys          | Argentinos Juniors     | 23 de diciembre |          |
| Libre: Almagro         |           |                   |                        |                 |          |

| Fecha 41                | Fecha 41  | Fecha 41               | Fecha 41          | Fecha 41        | Fecha 41 |
| Local                   | Resultado | Visitante              | Estadio           | Fecha           |          |
| ----------------------- | --------- | ---------------------- | ----------------- | --------------- | -------- |
| All Boys                | 3 - 0     | El Porvenir            | All Boys          | 29 de diciembre |          |
| Talleres (RdE)          | 2 - 0     | Argentino de Rosario   | Talleres (RdE)    | 29 de diciembre |          |
| Tiro Federal            | 1 - 4     | Banfield               | Tiro Federal      | 29 de diciembre |          |
| Excursionistas          | 5 - 2     | Acassuso               | Excursionistas    | 29 de diciembre |          |
| Quilmes                 | 5 - 0     | Central Córdoba (R)    | Quilmes           | 29 de diciembre |          |
| Sportivo Dock Sud       | 2 - 1     | Nueva Chicago          | Sportivo Dock Sud | 29 de diciembre |          |
| Tigre                   | 7 - 2     | Defensores de Belgrano | Tigre             | 30 de diciembre |          |
| Los Andes               | 3 - 5     | Temperley              | Los Andes         | 30 de diciembre |          |
| Almagro                 | 0 - 1     | Argentinos Juniors     | Almagro           | 30 de diciembre |          |
| Unión                   | 5 - 0     | Barracas Central       | Unión             | 30 de diciembre |          |
| Libre: Estudiantes (BA) |           |                        |                   |                 |          |

| Fecha 42                  | Fecha 42  | Fecha 42          | Fecha 42               | Fecha 42           | Fecha 42 |
| Local                     | Resultado | Visitante         | Estadio                | Fecha              |          |
| ------------------------- | --------- | ----------------- | ---------------------- | ------------------ | -------- |
| Estudiantes (BA)          | 2 - 2     | Sportivo Dock Sud | Argentinos Juniors     | 5 de enero de 1946 |          |
| Central Córdoba (R)       | 5 - 1     | Excursionistas    | Central Córdoba (R)    | 5 de enero de 1946 |          |
| Acassuso                  | 1 - 0     | Tiro Federal      | Tigre                  | 5 de enero de 1946 |          |
| Temperley                 | 5 - 5     | Talleres (RdE)    | Temperley              | 5 de enero de 1946 |          |
| Argentino de Rosario      | 5 - 1     | Tigre             | Argentino de Rosario   | 5 de enero de 1946 |          |
| Defensores de Belgrano    | 1 - 1     | Unión             | Defensores de Belgrano | 5 de enero de 1946 |          |
| Barracas Central          | 2 - 0     | All Boys          | Barracas Central       | 5 de enero de 1946 |          |
| El Porvenir               | 3 - 1     | Almagro           | El Porvenir            | 5 de enero de 1946 |          |
| Nueva Chicago             | 2 - 3     | Quilmes           | Nueva Chicago          | 6 de enero de 1946 |          |
| Banfield                  | 4 - 2     | Los Andes         | Banfield               | 6 de enero de 1946 |          |
| Libre: Argentinos Juniors |           |                   |                        |                    |          |

| 1. 2. 3. |